# Mikko Ollikainen

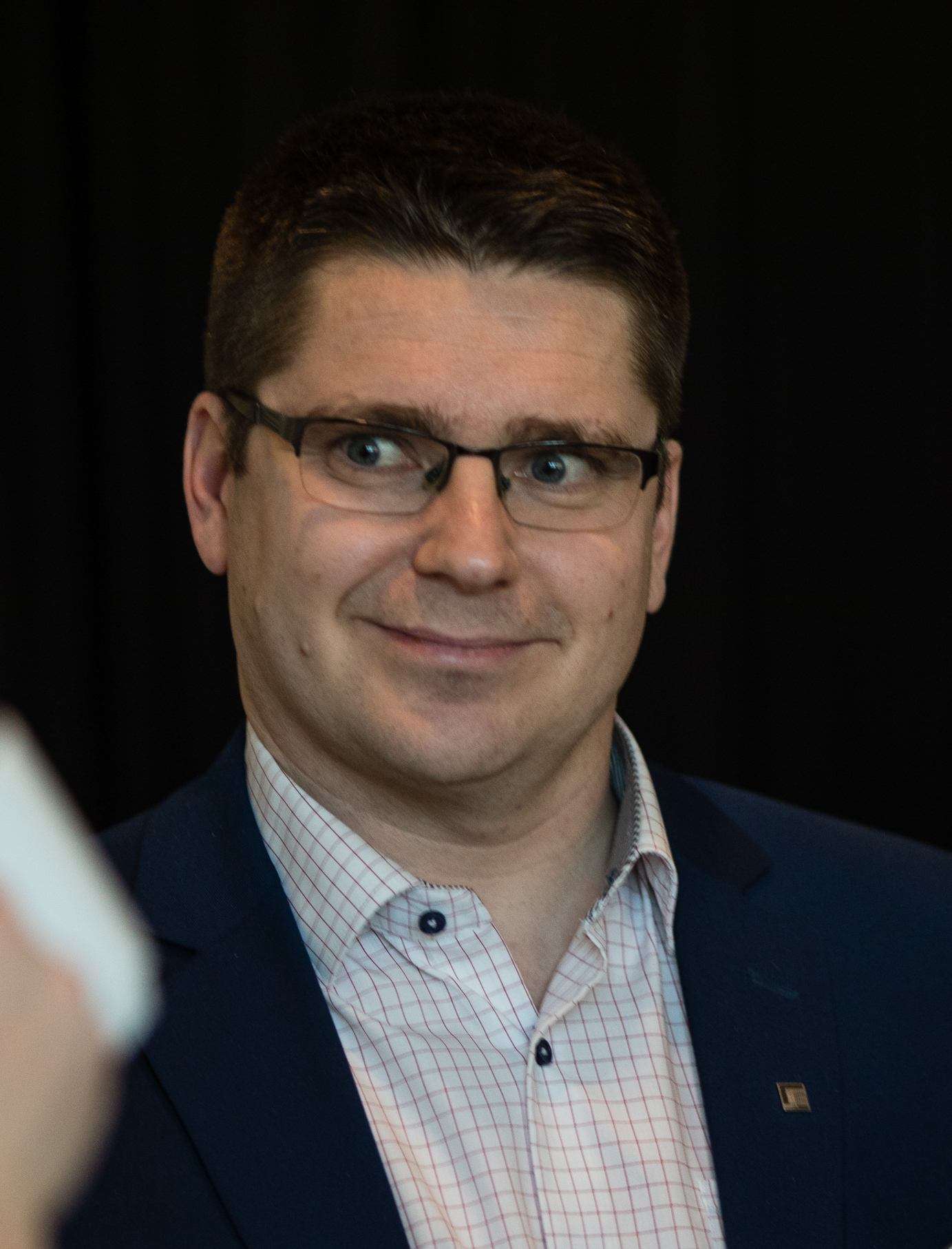
Mikko Ollikainen (2020)

Mikko Karl Antero Ollikainen (* 24. November 1977 in Malax, Vaasa) ist ein finnlandschwedischer Politiker und Sportfunktionär in Finnland. Ollikainen wurde bei der Parlamentswahl in Finnland 2019 für die Schwedische Volkspartei in das Parlament gewählt.
Ollikainen ist Vorsitzender des finnlandschwedischen Sportverbandes Finlands Svenska Idrott. Zwischen 2015 und 2019 war er Gemeindedirektor (deutsch etwa „Bürgermeister“) von Vörå (finnisch Vöyri). Er hat einen Masterabschluss in Erziehungswissenschaften von der Åbo Akademi.